# HD203683
HD203683 — хімічно пекулярна зоря спектрального класу
A0 й має видиму зоряну величину в смузі V приблизно 10,1.

## Пекулярний хімічний склад
Зоряна атмосфера HD203683 має підвищений вміст 
Si
.